# 下級裁判所裁判官指名諮問委員会
下級裁判所裁判官指名諮問委員会（かきゅうさいばんしょさいばんかんしめいしもんいいんかい）は、下級裁判所裁判官指名諮問委員会規則（平成15年2月26日最高裁判所規則第6号）により最高裁判所に設置される委員会で、下級裁判所の裁判官の指名の適否について審議し、その結果を答申することを目的としている。

## 概要
委員会は、裁判官、検察官、弁護士、学識経験のある者の中から最高裁判所が任命する委員11人で構成される（下級裁判所裁判官指名諮問委員会規則第5条、第6条）。委員の任期は3年で、再任が可能である（同規則第7条）。
最高裁判所の諮問機関として、その諮問に応じ、下級裁判所裁判官として任命されるべき者を指名することの適否や指名に関する事項を審議する。そして、審議の結果に基づき、最高裁判所に意見を述べる。

## 現在の委員
平成28年9月5日現在の同委員会の委員は以下の11名である。
- 秋葉康弘 東京高等裁判所判事
- 伊藤眞 日本大学大学院法務研究科客員教授
- 稲川龍也 最高検察庁公安部。パソコン遠隔操作事件担当検事[2]
- 長井堀利宏 政策研究大学院大学教授
- 今田幸子 元独立行政法人労働政策研究･研修機構統括研究員
- 岩井重一 弁護士(東京弁護士会･元日本弁護士連合会副会長)
- 大段亨 東京高等裁判所判事
- 北村節子 元読売新聞東京本社調査研究本部主任研究員
- 田中成明 京都大学名誉教授
- 中田裕康 東京大学大学院法学政治学研究科教授
- 明賀英樹 弁護士(大阪弁護士会･元日本弁護士連合会事務総長)